# Berry Dongelmans
Berry Dongelmans (Alphen a/d Rijn, 1952) is een neerlandicus-boekhistoricus, die regelmatig publiceert over bibliografische en boekhistorische onderwerpen, onder meer over negentiende-eeuwse leescultuur en kinder- en jeugdliteratuur.

## Levensloop
Hij studeerde van 1970-1977 Nederlandse taal- en letterkunde te Leiden, en promoveerde in 1992 op het proefschrift Johannes Immerzeel Junior (1776-1841), Het bedrijf van een uitgever-boekhandelaar uit de eerste helft van de negentiende eeuw.
Van 1977 tot 1979 was hij onderzoeksmedewerker bij de Leidse Vakgroep Nederlands. Van 1979-1992 was hij halftijds werkzaam als universitair docent boekwetenschap bij de Opleiding Nederlands van de Vrije Universiteit Amsterdam. Daarnaast werkte hij mee aan de voltooiing van de Volledige Werken van Multatuli voor NWO. Dongelmans kwam in 1992 terug naar Leiden, waar hij de in 1991 overleden boekhistoricus Bert van Selm opvolgde. 
Hij is redacteur van diverse bundels en boeken, waaronder Tot volle waschdom. Bijdragen aan de geschiedenis van de kinder- en jeugdliteratuur (2000) en Bibliopolis. Geschiedenis van het gedrukte boek in Nederland (2003). Hij is mede-oprichter van de Nederlandse Boekhistorische Vereniging, waarvan hij tussen 1993 en 2001 secretaris was. Hij is hoofdredacteur van het Jaarboek voor Nederlandse Boekgeschiedenis en zit in de redactie van de tijdschriften De Negentiende Eeuw, Quaerendo en De Gulden Passer. Hij is mede-auteur van Stad van boeken. Handschrift en druk in Leiden, 1260-2000 (2008), waarin hij het derde deel Van De Brave Hendrik tot de Speedmaster schreef. 
In het voorjaar van 2009 heeft de Universiteit Leiden het vak Boekwetenschap afgeschaft en werd Dongelmans studiecoördinator bij de opleiding Nederlands. Van 2010 tot 2018 was hij secretaris van de Maatschappij der Nederlandse Letterkunde. Bij zijn afscheid van de universiteit in november 2017 boden zijn collega’s hem een boek met 39 opstellen aan.